# Philibert Tsiranana

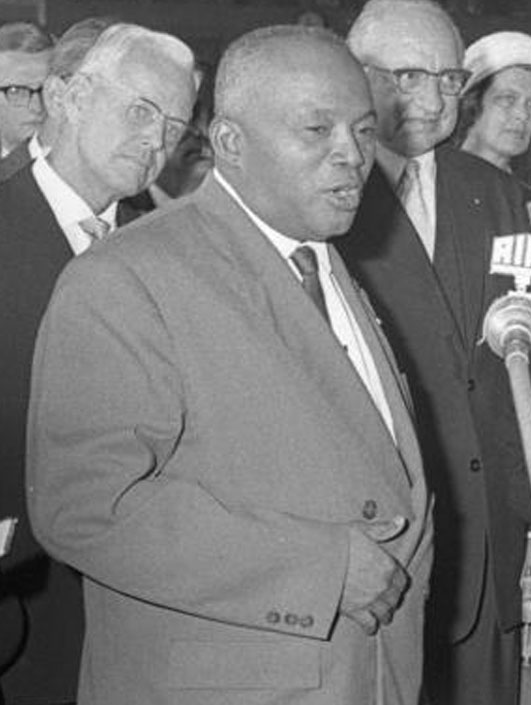
Philibert Tsiranana vid ett statsbesök i Berlin 1962.

Philibert Tsiranana, född 18 oktober 1912 i Anahidrano, Madagaskar, död 16 april 1978 i Antananarivo var en madagaskisk politiker. 

## Biografi
Tsiranana var socialdemokratisk ledamot av den franska nationalförsamlingen 1956-59. Han var Madagaskars regeringschef 27 maj 1957-1 maj 1959 och president av Madagaskar 1 maj 1959-11 oktober 1972, då han störtades genom en militärkupp.